# Probolus sachalinensis
Probolus sachalinensis là một loài tò vò trong họ Ichneumonidae.